# Nihat Akbay
Nihat Akbay (Isztambul-Beykoz, 1945. január 1. – 2020. március 24.) válogatott török labdarúgó, kapus.

## Pályafutása

### Klubcsapatban
1961 és 1968 között a Beykoz, 1968 és 1978 között a Galatasaray labdarúgója volt. A Galatával négy bajnoki címet és egy törökkupa-győzelmet ért el.

### A válogatottban
1964 és 1976 között hét alkalommal szerepelt a török válogatottban.

## Sikerei, díjai
Galatasaray SK
- Török bajnokság
  - bajnok (4): 1968–69, 1970–71, 1971–72, 1972–73
- Török kupa
  - győztes: 1973